# Grand Port United Mahébourg Football Club
Le Grand Port United Mahébourg Football Club est un club mauricien de football, fondé en 2000, basé à Mahébourg. Il a succédé au Mahébourg United en 2000.

## Histoire
Le club évolue en première division de 2000-2001 à la saison 2006-2007, en deuxième division en 2007-2008, puis en division régionale (troisième division) depuis 2008-2009. 
Il ne remporte aucun titre.